# Mr. Abbott e famiglia
Mr. Abbott e famiglia (Bless This House) è una serie televisiva britannica in 65 episodi trasmessi per la prima volta nel corso di 6 stagioni dal 1971 al 1976.
È una sitcom familiare incentrata sulle vicende della famiglia Abbott, composta dai coniugi Sidney "Sid" Abbott, rappresentante di una ditta di cancelleria, e Jean Abbott e dai figli Mike, diciottenne, e Sally, sedicenne.
La serie ha originato anche un film, Bless This House, del 1972. Ne è stata prodotta anche una versione a fumetti.

## Personaggi e interpreti

### Personaggi principali
- Sid Abbott (65 episodi, 1971-1976), interpretato da Sid James.
- Jean Abbott (65 episodi, 1971-1976), interpretata da Diana Coupland.
- Sally Abbott (65 episodi, 1971-1976), interpretata da Sally Geeson.
- Mike Abbott (65 episodi, 1971-1976), interpretato da Robin Stewart.
- Trevor Lewis (42 episodi, 1971-1976), interpretato da Anthony Jackson.
È il vicino di casa di Sid e suo migliore amico.
- Betty Lewis (21 episodi, 1971-1976), interpretata da Patsy Rowlands.
È la moglie di Trevor e migliore amica di Jean Abbott.
- Charlie (3 episodi, 1972-1974), interpretato da Ivan Beavis.
- George Humphries (3 episodi, 1972-1974), interpretato da Robert Raglan.

### Personaggi secondari
- Mr. Jones (3 episodi, 1973-1976), interpretato da David Battley.
- Landlord (2 episodi, 1972), interpretato da John Comer.
- Anita (2 episodi, 1971-1976), interpretata da Vivienne Cohen.
- Angela (2 episodi, 1971-1973), interpretata da Gay Soper.
- Mr. Harper (2 episodi, 1972-1974), interpretato da Michael Logan.
- Emma (2 episodi, 1972-1974), interpretata da Georgina Moon.
- Marion (2 episodi, 1972-1973), interpretata da Sarah Maxwell.
- Lynn (2 episodi, 1973-1976), interpretata da Charlotte Howard.
- Herbert (2 episodi, 1973-1976), interpretato da Michael Redfern.
- Henri (2 episodi, 1973), interpretato da Ronnie Brody.
- Linda (2 episodi, 1974), interpretata da Cheryl Hall.
- Arnold (2 episodi, 1976), interpretato da Bill Treacher.

## Produzione
La serie, ideata da Vince Powell e Harry Driver, fu prodotta da Thames Television Le musiche furono composte da Geoff Love. Tra i registi della serie è accreditato William G. Stewart.

### Sceneggiatori
Tra gli sceneggiatori della serie sono accreditati:
- Carla Lane in 24 episodi (1971-1974)
- Harry Driver in 16 episodi (1971-1976)
- Vince Powell in 16 episodi (1971-1976)
- Dave Freeman in 15 episodi (1971-1976)
- Myra Taylor in 15 episodi (1971-1973)
- Jon Watkins in 3 episodi (1974-1976)
- Bernie Sharp in 2 episodi (1974-1976)

## Distribuzione
La serie fu trasmessa nel Regno Unito dal 2 febbraio 1971 al 22 aprile 1976 sulla rete televisiva Independent Television. In Italia è stata trasmessa con il titolo Mr. Abbott e famiglia.

## Episodi
| Stagione         | Episodi | Prima TV UK |
| ---------------- | ------- | ----------- |
| Prima stagione   | 12      | 1971        |
| Seconda stagione | 12      | 1972        |
| Terza stagione   | 12      | 1972-1973   |
| Quarta stagione  | 6       | 1974        |
| Quinta stagione  | 10      | 1974        |
| Sesta stagione   | 13      | 1976        |